# 臼杵長景
臼杵長景（？—1528年？）是日本戰國時代的武將。大友氏家臣。
臼杵氏原本是屬於大神氏，後來由大友氏迎入的養子繼承，於是成為大友一門。受大友義長賜予偏諱（「長」字）。

## 生平
生年不詳。最初擔任加判眾，在大友義長、義鑑兩代成為重臣。永正13年（1516年），在鎮壓朽網親滿的反亂中立功。大永7年（1527年），在鎮壓佐伯惟治的反亂中立功。翌年（1528年），仍作為加判眾活動。在不久後病死（傳說是被攻滅的佐伯惟治的怨靈作祟）。

## 外部連結
- 武家家伝＿臼杵氏 （页面存档备份，存于）